# Slavoljub Srnić
Slavoljub Srnić (cyr. Славољуб Срнић; ur. 12 stycznia 1992 w Šabacu) – serbski piłkarz grający na pozycji napastnika. Od 2019 roku gra w UD Las Palmas.

## Kariera

### Kariera juniorska
Treningi rozpoczął w Slodze Bogosavac, klubie ze swojej rodzinnej wsi leżącej nieopodal Šabaca. W późniejszych latach dołączył do drużyny juniorskiej Mačvy Šabac, a następnie wraz z bratem bliźniakiem, Dragoljubem, do stołecznej Crvenej zvezdy.

### Kariera seniorska
1 listopada 2010 został włączony do kadry pierwszego zespołu Crvenej zvezdy. W rozgrywkach Super liga Srbije zadebiutował 6 listopada 2010 w meczu przeciwko OFK Beograd (1:0 dla Crvenej zvezdy). 1 lipca 2011 został wypożyczony na jeden sezon do FK Sopot. W sezonie 2012/2013 przebywał na wypożyczeniu w FK Čukarički, który po jego zakończeniu zdecydował się na transfer definitywny, który doszedł do skutku 1 lipca 2013. 31 sierpnia 2015 ponownie został piłkarzem Crvenej zvezdy.
W latach 2014−2015 był powoływany do reprezentacji Serbii U-21. Wystąpił m.in. na Mistrzostwach Europy U-21 2015 rozgrywanych w Czechach.